# Tomáš Hübschman
Tomáš Hübschman (født 4. september 1981 i Prag, Tjekkoslovakiet) er en tjekkisk fodboldspiller, der spiller som midterforsvarer eller defensiv midtbane hos Jablonec. Han har spillet for klubben siden sommeren 2004. Tidligere har han repræsenteret FC Zlín, Sparta Prag og Shakhtar Donetsk. Med Shakhtar har han vundet adskillige ukrainske mesterskaber, og også UEFA Cuppen i 2009.

## Landshold
Hübschman har (pr. april 2018) spillet 58 kampe for Tjekkiets landshold, som han debuterede for i 2001. Han var en del af den tjekkiske trup der nåede semifinalerne ved EM i 2004 i Portugal.